# Phaeochrous separabilis
Phaeochrous separabilis är en skalbaggsart som beskrevs av Zhang 1990. Phaeochrous separabilis ingår i släktet Phaeochrous och familjen Hybosoridae. Inga underarter finns listade i Catalogue of Life.